# اتیلیو کالاترنی
اتیلیو کالاترنی (انگلیسی: Attilio Calatroni؛ زادهٔ ۱۸ ژوئیهٔ ۱۹۵۰) ورزشکار شمشیربازی اهل ایتالیا است.
وی در مسابقات کشوری و بین‌المللی در مجموع برندهٔ ۱ مدال نقره شده‌است.